# Medal Sylvestera

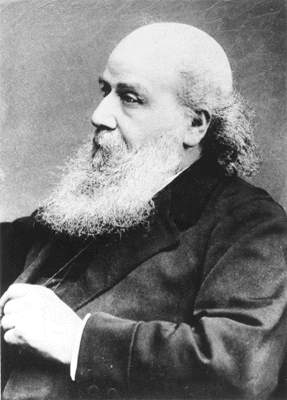
James Joseph Sylvester (1814–1897)

Medal Sylvestera – medal z brązu przyznawany przez brytyjskie Towarzystwo Królewskie (ang. Royal Society) za osiągnięcia w dziedzinie matematyki. Nagrodę ustanowiono na cześć brytyjskiego matematyka Jamesa Josepha Sylvestera w ciągu 4 lat po jego śmierci.

## Reguły i zwyczaje przyznawania
Nagrodę zaczęto przyznawać w 1901 roku, początkowo co trzy lata. Wraz z medalem laureat otrzymuje nagrodę pieniężną w wysokości 1000 funtów. 
Od 2009 roku Royal Society zaczęło tę nagrodę przyznawać co dwa lata oraz w zamyśle przeznaczać ją dla matematyków u początku lub w trakcie rozwoju ich kariery, a nie dla matematyków z już dużym i uznanym dorobkiem. W 2018 roku nagrodę zaczęto przyznawać corocznie. Do 2008 roku nagrodę przyznano 36 razy, z czego 27 razy otrzymali ją Brytyjczycy i 2 razy Francuzi, pozostałych siedmioro wyróżnionych było jedynymi ze swoich krajów.
Medal Sylvestera otrzymywali m.in. laureaci innych prestiżowych nagród, czasem uznawanych za wyższe wyróżnienia – jak Medal Fieldsa, Nagroda Abela czy sięgający poza matematykę Medal Copleya. Przykłady to:

- 1931: Edmund Taylor Whittaker
(Medal Copleya 1954),
- 1940: Godfrey Harold Hardy
(Medal Copleya 1947),
- 1943: John Edensor Littlewood
(Medal Copleya 1958),
- 1985: John Griggs Thompson
(Medal Fieldsa 1970, Nagroda Abela 2008),
- 1991: Klaus Friedrich Roth (Medal Fieldsa 1958),
- 2003: Lennart Carleson (Nagroda Abela 2006),
- 2016: Timothy Gowers (Medal Fieldsa 1998).

## Laureaci nagrody
Laureatami Medalu Sylvestera zostali:

- 1901: Henri Poincaré,
- 1904: Georg Cantor
- 1907: Wilhelm Wirtinger
- 1910: Henry Frederick Baker
- 1913: James Whitbread Lee Glaisher
- 1916: Jean Gaston Darboux
- 1919: Percy Alexander MacMahon
- 1922: Tullio Levi-Civita
- 1925: Alfred North Whitehead
- 1928: William Henry Young
- 1931: Edmund Taylor Whittaker
- 1934: Bertrand Russell
- 1937: Augustus Edward Hough Love
- 1940: Godfrey Harold Hardy
- 1943: John Edensor Littlewood
- 1946: George Neville Watson
- 1949: Louis Joel Mordell
- 1952: Abraham Bezikowicz
- 1955: Edward Charles Titchmarsh
- 1958: Maxwell Herman Alexander Newman
- 1961: Philip Hall
- 1964: Mary Lucy Cartwright
- 1967: Harold Davenport
- 1970: George Frederick James Temple
- 1973: John William Scott Cassels
- 1976: David George Kendall
- 1979: Graham Higman
- 1982: John Frank Adams
- 1985: John Griggs Thompson
- 1988: Charles Terence Clegg Wall
- 1991: Klaus Friedrich Roth
- 1994: Peter Whittle
- 1997: Harold Scott MacDonald Coxeter
- 2000: Nigel James Hitchin
- 2003: Lennart Carleson
- 2006: Peter Swinnerton-Dyer
- 2009: John Macleod Ball
- 2010: Graeme Segal
- 2012: John Toland
- 2014: Ben Green
- 2016: Timothy Gowers
- 2018: Dusa McDuff
- 2019: Peter Sarnak
- 2020: Bryan Birch
- 2021: Frances Kirwan
- 2022: D.R. Heath-Brown
- 2023: Miles Reid[3]
- 2024: Philip Maini